# Antolín Alcaraz
Antolín Alcaraz Viveros (n. 30 iulie 1982, San Roque González) este un jucător paraguayan de fotbal care în prezent este liber de contract.

## Viața personală
Pe 30 iulie 2007, Alcaraz s-a căsătorit cu iubita sa argentiniană, Evangelina. Pe 10 noiembrie anul următor, Evangelina a născut primul lor copil, Valentino.

## Carieră internațională
La vârsta de 26 ani (noiembrie 2008) a fost selecționat pentru prima dată la echipa națională de fotbal a Paraguayului.
Alcaraz a marcat primul său gol pentru Paraguay contra Italiei la Campionatul Mondial de Fotbal 2010. De asemenea, a fost primul său gol înscris într-o competiție internațională.

### Goluri internaționale
| #  | Dată          | Stadion                  | Adversar | Scor | Rezultat | Competiție                         |
| -- | ------------- | ------------------------ | -------- | ---- | -------- | ---------------------------------- |
| 1. | 14 iunie 2010 | Cape Town, Africa de Sud | Italia   | 1–0  | 1–1      | Campionatul Mondial de Fotbal 2010 |